# Елсі Лейн
Елсі Лейн (англ. Elsie Lane; 0 грудня 1900 — 10 серпня 1948) — колишня британська тенісистка.

## Фінали в одиночному розряді

### Перемоги (3)
| Рік  | Турнір               | Суперниця у фіналі | Рахунок у фіналі |
| 1898 | German Championships | Тупі Ловтер        | 7–5, 7–5         |
| 1904 | German Championships | Lucie Bergmann     | 6–3, 6–0         |
| 1905 | German Championships | Käthe Krug         | 6–0, 6–1         |